# Waguininho
Waguininho, eigentlich Wagner da Silva Souza, (* 30. Januar 1990 in Cubatão) ist ein brasilianischer Fußballspieler. Er wird auf der Position eines linken Stürmers eingesetzt.

## Karriere
Waguininho begann seine fußballerische Laufbahn als Achtjähriger beim Futsal. 2003 wechselte er dann zum Fußball, wo er zunächst als Verteidiger begann. 2010 schaffte er beim São Vicente AC den Sprung in den Profikader. Im Zuge der Staatsmeisterschaft von São Paulo 2010, wurde er in Série A2 mit 15 Toren bester Torschütze. Bei dem Klub spielte er bis Ende 2012, dann wechselte er zum Mogi Mirim EC, wo er nur die Saison 2013 blieb.
Zur Saison 2014 wechselte Waguininho dann zum Oeste FC. Der Klub verlieh ihn im Januar 2016 nach Südkorea an den Bucheon FC 1995. Der Spieler trat mit dem Klub fortan in der K League 2 an. Hier konnte er so überzeugen, dass der Klub ihn für die Saison 2017 fest übernahm. Zur Saison 2018 wechselte Waguininho in die K League 1 zum Suwon Samsung Bluewings. Mit Suwon gewann er mit dem Korean FA Cup 2019 seinen ersten bedeutsamen Titel.
Im Juli wurde die Rückkehr von Waguininho in seine Heimat bekannt. Er unterzeichnete beim Guarani FC, mit welchem er bis Ende Januar 2021 noch in der Série B 2020 antrat. Im Anschluss ging er zum Coritiba FC. Der Kontrakt erhielt eine Laufzeit bis Ende des Jahres. Nachdem er sich mit dem Klub auf keine Vertragsverlängerung einigen konnte, wechselte Waguininho erneut.
Anfang Januar 2022 gab der Cruzeiro EC aus Belo Horizonte die Verpflichtung von Waguininho bekannt. Mit dem Klub gewann er die Série B 2022, kam aber nur zu sechs von 38 möglichen Einsätzen. Den sportlichen Aufstieg in die Série A 2023 machte Waguininho nicht mit. Er wurde an den Avaí FC ausgeliehen, welcher aufgrund einer schlechten Platzierung in der Série A 2022 abgestiegen war. Die Leihe wurde bis Jahresende 2023 befristet. Nach Beendigung der Leihe, wechselte der Spieler zum Saisonstart 2024, zu Grêmio Novorizontino.

## Erfolge
Suwon
- Korean FA Cup: 2019

Cruzeiro
- Série B: 2022